# Gabriel Bocángel
Gabriel Bocángel y Unzueta (Madrid, 1603 - ibídem, 1658) fue un poeta y dramaturgo español del Siglo de Oro.

## Biografía
Nació en Madrid en 1603 como el octavo hijo del médico de la familia real Nicolás Bocángel, o Bocangelino, y de Teresa de Unzueta y Ribera, casados el 25 de abril de 1588 en Toledo. Fue bautizado el 24 de marzo en la parroquia de San Martín, frente a la cual estaba su casa. De orígenes genoveses, su abuelo paterno, Pietro Bocangelino, boticario, comerciante y cambista, se había trasladado en tiempos de Carlos V a Toledo, donde inició un negocio familiar de exportación de lana. Según los vejámenes que se han conservado, era alto, enteco, de larga cabellera rubia y tan galán, "que no se hallaba en qué dalle vejamen".
Gabriel Bocángel inició sus estudios en Toledo, en cuya Escuela de Gramática concluye en 1613, tras lo cual ingresa en la Universidad de la misma ciudad para cursar cánones. En 1617 ingresará en la Universidad de Alcalá de Henares, donde obtiene el grado de Bachiller in jure canonico, que le es otorgado con fecha de 18 de abril de 1618. A partir de 1619 se hizo asiduo de la Academia de Madrid, de la que sería uno de los más destacados participantes durante más de un decenio sin que lo impidiera el golpe causado por el pronto fallecimiento de su padre, el 11 de enero de 1622. Como poeta de academia, participó en los certámenes, donde coincidió con genios como Lope de Vega o Luis de Góngora.
En 1626 cae enfermo Francisco Guajardo, bibliotecario titular del Cardenal Infante don Fernando de Austria, hermano menor de Felipe IV; y Bocángel es designado como interino para sustituirle en la plaza, que obtendrá como titular definitivamente por orden del 18 de octubre de 1626. En 1634 se traspasa la biblioteca al Conde-duque de Olivares, lo que obliga a Bocángel a aceptar contra su voluntad un cargo de sustituto en la Contaduría de Cuentas, que entra a ejercer a partir del 31 de agosto, veintinueve días antes del fallecimiento de su madre, Teresa de Unzueta.
En 1637 comienza Bocángel a autotitularse Contador de Resultas, cargo que no se haría oficial hasta haberlo jurado dos años más tarde (1639); y también se casa, el 13 de abril, con Eugenia Bolero, quien fallecerá sólo catorce meses después al dar a luz al único vástago del matrimonio, una hija llamada igualmente Eugenia. En este mismo año (1638) es nombrado además Cronista Real, título que también pretendían  Pellicer y  Méndez Silva. Estos dos candidatos molestaron continuamente a Gabriel Bocángel con sus aspiraciones al puesto.
El 13 de julio de 1641 casó en segundas nupcias con Luisa de Urbina Pimentel, nieta de Juan Gutiérrez Solórzano, médico de cámara de Felipe III, con quien tuvo seis hijos llamados Nicolás, Jerónimo, Manuel, Teresa Antonia, Cristóbal Gabriel y María Josefa. En 1643 es rechazado al solicitar la plaza en la Biblioteca Real ocupada por Francisco de Rioja, a quien era necesario sustituir por enfermedad. En 1645, Bocángel es nombrado Contador de libros en funciones. Entre este año y el de 1655 mantuvo una febril carrera como editor de sus propias obras poéticas y estrenando obras de teatro, lo cual melló su salud y decidió dictar testamento en este último año. Desalentado por la lucha contra sus rivales e insatisfecho por el que consideraba poco éxito de sus propias obras, su enfermedad se agravó y falleció el 8 de diciembre de 1658. Se le inhuma en el Convento de las Carmelitas Descalzas, donde también lo fueron el resto de sus familiares.
Además del español, Bocángel dominaba el italiano, el latín y tal vez el griego clásico.

## Obras
De su pluma salieron obras de poesía y drama variadas, pero sobre todo de temas o motivos circunstanciales e incidentales, como escritos sobre fiestas, bautizos, necrológicas y otros acontecimientos destacados de la corte, además de poesía dedicada a los palaciegos con quienes convivía, no pocos de los cuales eran amigos suyos. A pesar de tan extensa producción áulica, sus poemas, al decir de Ramón Andrés, gozan de una rara emoción, con el acento de una voz sincera, acoplada idealmente para tal fin en las características del soneto, estrofa que López Pinciano creyó idónea para el cometido laudatorio y que también pareció corresponder con el gusto de Bocángel.
Sus poemas se han dividido en dos grandes grupos: profanos y sagrados. Entre los primeros destaca una ambiciosa fábula mitológica, paráfrasis de Museo en 104 octavas reales de estilo culterano: Fábula de Leandro y Hero; pero también cultivó la lírica amorosa, en la que sobresalen unos treinta sonetos amorosos, de los que se ha estudiado un pequeño cancionero petrarquista dedicado a Filis, integrado por catorce sonetos. Si bien no cultivó extensamente el teatro, fue el primero en introducir música en el drama, por lo que se le considera el precursor de la zarzuela. Debido a esto, el rey Felipe IV le concedió una pensión vitalicia.
He aquí los hitos más destacados en su obra:
- 1627: publica en Madrid la colección Rimas y prosas, junto con la Fábula de Leandro y Hero, primer fruto de su creación poética temprana.
- 1633: Retrato panegírico del Serenísimo Señor Carlos de Austria, Infante de España, obra poética en memoria del infante Carlos, fallecido el 30 de julio del año anterior.
- 1637: en el mes de octubre publica la colección de su poesía completa que había empezado a reunir en 1635, dedicada a su Alteza Serenísima el Cardenal Infante don Fernando, de quien ya se ha dicho fue bibliotecario, y que titula Lira de las Musas, de humanas y sagradas voces, junto con las demás obras poéticas antes divulgadas (Madrid: imprenta de Carlos Sánchez).
- 1638: compone el Lauro cívico, dedicado al Duque de Medinasidonia, y da fin a su composición El Retrato, Silva nupcial, motivada por el enlace de Juan de Cetina y Jerónima de Maldonado.
- 1640: en febrero publica Declamaciones castellanas, escrito que había llevado a imprenta ya en agosto del año anterior.
- 1644: publica Triunfo de Amor y Marte, epitalamio dedicado al matrimonio de Luis Guillén de Moncada y Catalina de Moncada.
- 1645: sale a edición el Templo cristiano, poemario fúnebre dedicado a Isabel de Borbón, fallecida el año anterior, y que le valió su nombramiento en funciones de Contador de libros.
- 1647: compone su obra en prosa Quintiliano respondido, en la que, entre otras cosas, lamenta los pobres conocimientos en la medicina de su tiempo y reflexiona sobre la conveniencia de la disección de cadáveres para el avance científico.
- 1648: publica o hace representar Bocángel varias obras en Madrid, como la Piedra cándida, compuesta por él el año anterior, y que es una máscara real con la que se festejó el aniversario de Mariana de Austria en el Palacio del Buen Retiro; La fiesta real y votiva de toros, o el Nuevo Olimpo, otra obra festiva dedicada a la reina Mariana con motivo de su decimocuarto aniversario, que se representó el 21 de diciembre de ese año y que se considera por muchos como su mejor muestra en este campo.
- 1651: sale de la imprenta Perla de dos Orientes, obra en prosa que describe el bautismo de la Infanta Margarita María.
- 1653: escribe y publica la Relación panegírica.
- 1655: en este año publica El Cortesano discreto.
- 1678: veinte años después de su muerte, se publica otra de sus obras teatrales, El emperador fingido, de la que se hicieron tres ediciones más en ese mismo siglo.

Como ha quedado dicho, Bocángel es un maestro del soneto y un fino cincelador de versos; refinó el magisterio de Góngora, aunque buscó mayor claridad que este, y tuvo una especial sensibilidad y melancolía para los matices y la expresión del paso del tiempo. Se aventuró a veces en el terreno de la meditación filosófica. Junto con el Conde de Villamediana, constituye uno de los más personales seguidores del culteranismo del poeta cordobés. Se recuerdan especialmente los sonetos "A un español forzado" en una nave que oye un clarín lejano y los dos que dedicó "A un soldado que permaneció en pie un rato después de morir", pero hay muchos otros que merecen compartir igual puesto.
Tu obstinado cadáver nos advierte
que hay vida muerta, pero no vencida;
pues sólo en tu valor, sólo en tu vida,
algo miró después de sí la muerte.
Fuerte es la Parca, pero tú más fuerte;
no se debió a su golpe tu caída;
tú contra ti la ayudas ya rendida,
que ¿quién pudiera, sino tú, vencerte?
Tú dividiste el trance indivisible
de morir y postrarte, tan altivo
que en el daño común no hallas ejemplo.
¿Cuánto más que inmortal y que invencible
contemplaré que fuiste cuando vivo,
si el cadáver intrépido contemplo?
Tras un primer intento realizado por los dos volúmenes de Rafael Benítez Claros, Vida y Poesía de Bocángel (Madrid: CSIC, 1946 y 1950), sus Obras completas han sido editadas crítica y modernamente en dos volúmenes por Trevor J. Dadson (Iberoamericana, 2000). Este mismo autor editó La lira de las musas (Madrid: Cátedra, 1985) y ha publicado numerosos estudios sobre la obra del poeta madrileño.